# ID.Entity
ID.Entity è l'ottavo album in studio del gruppo musicale polacco Riverside, pubblicato il 20 gennaio 2023 dalla Inside Out Music.

## Antefatti
Il 28 marzo 2022 i Riverside hanno rivelato di aver iniziato la composizione di nuovo materiale per un ottavo album in studio, il primo a distanza di circa quattro anni da Wasteland; durante tale periodo il gruppo è entrato in pausa a causa della pandemia di COVID-19, dando la possibilità ai singoli componenti di focalizzarsi su progetti solisti. Il primo è stato il frontman Mariusz Duda, che ha realizzato e pubblicato gli album Lockdown Spaces, Claustrophobic Universe e Interior Drawings, usciti tra il 2020 e il 2021; successivamente anche il chitarrista Maciej Meller e il tastierista Michał Łapaj hanno debuttato come artisti pubblicando rispettivamente gli album Zenith e Are You There.
Ultimata la composizione, il 7 giugno il quartetto ha cominciato le sessioni di registrazione recandosi presso il Boogie Town Studio di Otwock sotto la supervisione di Paweł Marciniak: è la prima volta dai tempi del quarto album Anno Domini High Definition che i Riverside hanno deciso di incidere un disco al di fuori del Serakos Studio di Varsavia (sede di gran parte dei precedenti lavori del gruppo, che vi si è comunque recato nei due mesi successivi per le parti di voce, tastiera, chitarra aggiuntiva e piccolo bass). Proprio riguardo a Anno Domini High Definition, Duda ha rivelato che esso e l'ottavo album avrebbero condiviso alcuni punti in comune, tra cui il concept e le sonorità «potenti e intense». Il frontman, il 16 agosto seguente, durante la settimana conclusiva della fase di missaggio, ha rivelato che sono stati registrati sette brani (più due strumentali per l'edizione speciale) e che i testi avrebbero affrontato in gran parte tematiche di attualità. Il 30 agosto i Riverside hanno rivelato di aver concluso le lavorazioni al progetto discografico.
Il 30 settembre è stato rivelato che l'album è stato missato anche in audio Dolby Atmos e Surround 5.1.

## Descrizione
(Mariusz Duda)
ID.Entity, come gran parte delle pubblicazioni dei Riverside, è un concept album che racchiude al suo interno sette brani, volte a rappresentare una «fotografia dei nostri comportamenti attuali». Secondo quanto spiegato da Duda, unico autore dei testi, il tema ricorrente è la percezione che la gente ha nei confronti di ognuno di noi e la conseguente necessità di mantenere la propria identità e di rimanere noi stessi; nello specifico, la quinta traccia The Place Where I Belong (composizione più lunga grazie ai suoi oltre tredici minuti di lunghezza), parla di come ognuno di noi abbia una certa cornice in cui gli altri vogliono vederci, ponendo il quesito se è più importante essere fedeli a se stessi o mettere gli altri a proprio agio, I'm Done with You tratta di rabbia e frustrazione verso il mondo circostante, mentre la conclusiva Self-Aware rappresenta un messaggio di speranza in cui è possibile comunicare, ascoltare e capire l'un l'altro, sebbene la quantità di rabbia, frustrazione e la paura del domani pongono un punto interrogativo.

## Promozione
Il 5 ottobre 2022 i Riverside hanno rivelato sui social network l'inizio di un nuovo capitolo della loro carriera, annunciando l'uscita di un nuovo singolo per il 21 dello stesso mese. Poco tempo tempo hanno spiegato che il titolo dell'album avrebbe presentato otto lettere (pari al numero di album in studio da loro pubblicati). Il 21 ottobre è stato pubblicato digitalmente come primo singolo la sesta traccia I'm Done with You insieme al relativo video musicale e annunciato contemporaneamente i vari dettagli relativi a ID.Entity.
A distanza di poco più di un mese, il 29 novembre è stato distribuito il secondo singolo Self-Aware, per l'occasione in una versione ridotta di oltre tre minuti rispetto a quella originale. Un terzo ed ultimo singolo è stato Friend or Foe?, traccia d'apertura dell'album, uscito il 10 gennaio 2023 e diffuso anch'esso in versione ridotta.
A partire da febbraio 2023 la formazione ha intrapreso la prima parte della tournée mondiale incentrata sull'album, esibendosi tra Canada e Stati Uniti d'America tra il 17 febbraio e il 21 marzo. Dopodiché hanno fatto tappa in Europa dove il tour è stato suddiviso in tre parti denominate Spring Edition (dal 16 aprile al 1º maggio), Summer Edition (dal 17 giugno al 30 luglio) e Autumn Edition (dal 24 settembre al 29 ottobre).

## Tracce
Testi e musiche di Mariusz Duda, eccetto dove indicato.
1. Friend or Foe? – 7:29 (musica: Mariusz Duda, Michał Łapaj)
2. Landmine Blast – 4:50
3. Big Tech Brother – 7:24 (musica: Mariusz Duda, Michał Łapaj)
4. Post-Truth – 5:37
5. The Place Where I Belong – 13:16
6. I'm Done with You – 5:52
7. Self-Aware – 8:43

Tracce bonus (CD giapponese, LP)
1. Age of Anger – 11:56
2. Together Again – 6:29 (musica: Mariusz Duda, Michał Łapaj)

CD bonus nell'edizione limitata
1. Age of Anger – 11:56
2. Together Again – 6:29 (musica: Mariusz Duda, Michał Łapaj)
3. Friend or Foe? (Single Edit) – 5:59 (musica: Mariusz Duda, Michał Łapaj)
4. Self-Aware (Single Edit) – 5:29

## Formazione
Hanno partecipato alle registrazioni, secondo le note di copertina:
Gruppo
- Mariusz Duda – voce, basso, chitarra elettrica ed acustica, arrangiamento
- Piotr Kozieradzki – batteria, arrangiamento
- Michał Łapaj – tastiera, sintetizzatore, Fender Rhodes, organo Hammond, arrangiamento
- Maciej Meller – chitarra elettrica, arrangiamento

Produzione
- Mariusz Duda – produzione
- Paweł Marciniak – registrazione (The Boogie Town Studio), missaggio
- Magda Srzedniccy – registrazione (Serakos Studio)
- Robert Srzedniccy – registrazione (Serakos Studio)
- Riverside – missaggio
- Robert Szydło – mastering, missaggio Dolby Atmos e 5.1 Surround
- Jarek Kubicki – illustrazione, design, impaginazione
- Radek Zawadzki – fotografia

## Classifiche
| Classifica (2023)          | Posizione massima |
| -------------------------- | ----------------- |
| Austria                    | 22                |
| Belgio (Fiandre)           | 125               |
| Belgio (Vallonia)          | 87                |
| Germania                   | 4                 |
| Paesi Bassi                | 9                 |
| Polonia                    | 2                 |
| Regno Unito                | 89                |
| Regno Unito (rock & metal) | 3                 |
| Svizzera                   | 6                 |
| Ungheria                   | 32                |